# 卢旺达大学
卢旺达大学（英語：University of Rwanda）是卢旺达最大的高等教育机构，总部位于基加利，设有人文和社会科学学院、农业、动物科学和兽医学院、商业和经济学院、教育学院、医学和卫生科学学院、科学和技术学院等6个学院。
2013年由卢旺达国立大学、基加利科学技术学院、基加利教育学院等7所独立的公立高等教育机构合并而成，学生人数从2013-14年度的2.88万人下降至2019-20年度的2.5万人。
成立后积极展开国际合作，目前最大的合作计划为一项与多家瑞典高等教育机构合办的研究合作计划。